# Ekkehard von Aura
Ekkehard von Aura, latinisiert Ekkehardus Uraugiensis, (* spätestens 1085; † an einem 20. Februar nach 1125) war ein deutscher Chronist des Mittelalters. Er war der erste Abt des Klosters Aura und wurde vor allem als Autor einer Weltchronik bekannt, die bis zum Jahr 1125 reicht.
Viele Angaben über Ekkehards Leben sind aus seiner Chronik bekannt, in die er Informationen über sich selbst einfließen ließ. Ausführlicher Erwähnung findet Ekkehard in den Aufzeichnungen des Würzburger Abts Johannes Trithemius, doch gelten dessen Angaben wegen seiner allgemein geringen Faktentreue als unsicher.

## Leben und Wirken
Das Geburtsdatum Ekkehards ist unbekannt, doch lässt seine Teilnahme am Kreuzzug von 1101 vermuten, dass er nicht später als 1085 (eher früher) geboren wurde. Die auffällig ausführliche Darstellung des Todes von Graf Sigehart von Burghausen könnte darin begründet liegen, dass Ekkehard ebenfalls aus dem Geschlecht derer von Burghausen entstammte.
Ekkehard von Aura war ab 1113 der erste Abt des Klosters Aura. Bischof Otto von Bamberg hatte im Jahr 1108, das Kloster an der Fränkischen Saale bei Kissingen gegründet.
Als Chronist aktualisierte er die Weltchronik (Chronica Ekehardi Uraugiensis) des Frutolf von Michelsberg, die er um die deutsche Geschichte von 1098 bis 1125, also die Regierungszeit des Kaisers Heinrich V. ergänzte und dabei das verlorene Werk des David Scholasticus benutzte. Ekkehard arbeitete es im Laufe der Zeit fünfmal um. Dabei neigte er mal der kaiserlichen, mal der päpstlichen Seite zu, wie gerade seine wechselnden Anschauungen waren.
Durch seine Teilnahme am Kreuzzug von 1101 lieferte er wichtiges Quellenmaterial für den Ersten Kreuzzug in seinen Hierosolymita (Jerusalem).
Ekkehards Todesdatum (20. Februar) ist aus Nekrologien bekannt, in denen Todestag und Todesmonat, aber keine Todesjahre aufgezeichnet wurden. Daher lässt sich Ekkehards Todesjahr lediglich eingrenzen. Demzufolge starb er frühestens im Jahr 1126, da er im Jahr 1125 in seiner Chronik noch vom Tod des Kaisers Heinrich V. (23. Mai 1125) und des Bischofs Udalrich II. berichtet. Der erste sichere Nachweis eines Auraer Abts nach Ekkehard stammt aus dem Jahr 1144, so dass Ekkehard spätestens in diesem Jahr starb. Doch deutet das plötzliche Ende der Chronik im Jahr 1125 darauf hin, dass Ekkehard bereits kurze Zeit darauf verstarb, zumal die Missionsreise von Otto von Bamberg, die Ekkehard höchstwahrscheinlich nicht unerwähnt gelassen hätte, in der Chronik fehlt. Die Chronik schließt mit der Erwähnung einer verheerenden Epidemie, deren Opfer wohl auch der auf dem Klostergelände bestattete Ekkehard wurde.